# Colpognathus divisus
Colpognathus divisus là một loài tò vò trong họ Ichneumonidae.